# 100 Miles and Runnin'
Albums de N.W.A
Straight Outta Compton
(1989) Niggaz4Life
(1991)
Singles
1. 100 Miles and Runnin'
Sortie : 1990

100 Miles and Runnin' est un EP du groupe N.W.A, sorti en 1990.

## Contenu
Arabian Prince ayant quitté le groupe en 1989 afin de poursuivre une carrière solo et Ice Cube s'étant fâché avec Eazy-E depuis 1990, seuls Dr. Dre, Eazy-E, MC Ren et DJ Yella sont présents sur ce disque.
La chanson phare est 100 Miles and Runnin’ qui raconte une course-poursuite dans le ghetto de Los Angeles. Sa Prize, Pt. 2 est la seconde partie du morceau Fuck tha Police qui apparaissait sur l'album Straight Outta Compton.
Le disque contient aussi le titre Real Niggaz, un morceau dans lequel les actuels membres du groupe insultent Ice Cube, lui reprochant de ne pas être un vrai gangster. Ce dernier répondra à cette attaque avec le morceau No Vaseline, paru sur son album Death Certificate, en 1991.

## Réception
L'album, qui s'est classé à la 10e au Top R&B/Hip-Hop Albums et 27e au Billboard 200[Pas dans la source], a été certifié disque de platine le 16 septembre 1992 par la RIAA.
Bien que moins réussi que ses prédécesseurs, 100 Miles and Runnin’ a tout de même permis au groupe de rester à la tête du rap West Coast encore un moment.

## Liste des titres
Tous les titres sont produits par Dr. Dre et DJ Yella.
| No | Titre                 | Auteur                         | Interprète(s)                       | Durée |
| -- | --------------------- | ------------------------------ | ----------------------------------- | ----- |
| 1. | 100 Miles and Runnin’ | MC Ren, The D.O.C., Cold 187um | MC Ren, Dr. Dre, Eazy-E             | 4:32  |
| 2. | Just Don't Bite It    | MC Ren                         | MC Ren                              | 5:28  |
| 3. | Sa Prize (Part 2)     | MC Ren, The D.O.C.             | MC Ren, Dr. Dre, Eazy-E, The D.O.C. | 5:59  |
| 4. | Real Niggaz           | MC Ren, The D.O.C.             | MC Ren, Dr. Dre, Eazy-E,            | 4:27  |
| 5. | Kamurshol             |                                |                                     | 1:56  |

## Samples
| 100 Miles and Runnin’ - Nowhere to Run de Martha and the Vandellas - Say It Loud, I'm Black and I'm Proud de James Brown - Part-E, S des Watts Prophets - Get Me Back on Time, Engine #9 de Wilson Pickett - Surprises des Last Poets - Theme From Shaft d'Isaac Hayes - I'm Gonna Get You de Sir Joe Quarterman & Free Soul - Hang Up Your Hang Ups d'Herbie Hancock - Get Off Your Ass and Jam de Funkadelic - UFO d'ESG - Thriller de Michael Jackson featuring Vincent Price - (You Gotta) Fight for Your Right (To Party!) des Beastie Boys - Give It Up or Turnit a Loose (Remix) de James Brown - Lend Me an Ear de The D.O.C. Just Don't Bite It - Slack Jawed Leroy de Skillet & Leroy et LaWanda Page - Zimba Ku de Black Heat - That Girl Is a Slut de Just-Ice - Mother Goose d'Andrew Dice Clay | Sa Prize, Pt. 2 - Get Me Back on Time, Engine #9 de Wilson Pickett - Surprises des Last Poets - Get Up and Get Down des Dramatics - The Payback de James Brown - Sneakin' in the Back de Tom Scott and The L.A. Express - Feel Good de Fancy - God Make Me Funky des Headhunters featuring The Pointer Sisters - Fuck Tha Police de N.W.A Kamurshol - Hyperbolicsyllabicsesquedalymistic d'Isaac Hayes - The Breakdown (Part II) de Rufus Thomas - Impeach the President des Honey Drippers - Comm. 2 de The D.O.C. featuring MC Ren |

## Classements

### Album
| Chart (1990)  | Chart position[Pas dans la source] |
| ------------- | ---------------------------------- |
| Billboard 200 | 27                                 |
| R&B Albums    | 10                                 |

### Single
| Année | Titre                 | Positions[Pas dans la source] | Positions[Pas dans la source] |
| ----- | --------------------- | ----------------------------- | ----------------------------- |
| Année | Titre                 | Billboard Hot 100             | Hot R&B/Hip-Hop Singles Chart |
| 1990  | 100 Miles and Runnin’ | -                             | 51                            |